# Razor-qt
Razor-qt는 지원이 중단된 자유-오픈 소스 데스크톱 환경이다. Qt 애플리케이션 프레임워크를 기반으로 하는 경량 데스크탑 환경을 의도했으며 단순성, 속도 및 직관적인 인터페이스를 중시하는 사용자를 위해 맞춤화되었다.
Razor-qt 개발은 LXDE의 Qt 이식와 병합되어 LXQt를 개발함에 따라 중단되었다.

## 개요
Razor-qt는 아직 개발 초기 단계였다. 2012년 2월 기준 환경에는 패널 뷰어 및 스위처, 데스크탑, 애플리케이션 실행 프로그램, 설정 센터 및 세션이 포함되어 있다. 이러한 구성 요소는 사용자가 활성화하거나 비활성화할 수 있다.
Razor-qt는 오픈박스, fvwm2 또는 KWin과 같은 최신 X 윈도 매니저와 함께 사용할 수 있다.
Razor-qt의 메모리 소비량은 LXDE보다 약간 높았으며 리뷰어 테스트에서 114MiB를 사용한 반면 LXDE는 108MiB를 사용했다.

## LXDE와 병합
LXDE 개발자(Hong Jen Yee)가 2013년 초에 PCManFM을 Qt로 포팅한 후 그와 관심 있는 다른 개발자들은 유사한 소프트웨어 설계 목표를 가진 또 다른 오픈 소스 데스크톱 환경인 Razor-qt와의 잠재적인 협력에 대해 논의했다. 신제품의 첫 번째 릴리스인 LXQt v0.7.0은 2014년 5월 7일에 공개되었다.